# Roger Vailland
Roger Vailland (Acy-en-Multien, 16 ottobre 1907 – Meillonnas, 12 maggio 1965) è stato un giornalista e scrittore francese.

## Biografia
Collaboratore della rivista Le grand jeu, è da considerarsi tra i migliori autori francesi degli ultimi anni, ispirato ad una visione neo-realista della vita, che seppe descrivere con cruda sincerità.
Ha scritto numerosi saggi critici, commedie e romanzi.
Dal suo romanzo La loi è stato realizzato il film La Legge, ambientato, come il romanzo, a Carpino, cittadina caratteristica del Gargano.

## Opere

### Romanzi
- Un homme du peuple sous la Révolution (con Raymond Manevy), "Le Peuple", 1938, Éditions Corrêa, Paris, 1947
- Uno strano gioco (Drôle de jeu, 1945), Mondadori, Milano, 1949
- Colpi pericolosi (Les Mauvais Coups, 1948), Einaudi, Torino, 1960
- L'Homme nouveau (ciclo di romanzi):
  - Bon pied, bon œil, Éditions Corrêa, Paris, 1950
  - Un Jeune homme seul, Éditions Corrêa, Paris, 1951
  - Pierrette (Beau masque, 1954), Editori Riuniti, Roma, 1956
  - 325 000 franchi (325 000 francs, 1955), Editori Riuniti, Roma, 1958
- La legge (La Loi, 1957), Parenti, Firenze, 1958
- La Fête, Éditions Gallimard, Paris, 1960
- La Truite, Éditions Gallimard, Paris, 1964
- La Visirova, "Paris-Soir", 1933; Paris Messidor, 1986
- Cortès, le conquérant de l'Eldorado, "Paris-Soir", 1941; Paris Messidor, 1992

### Teatro
- Héloïse et Abélard, tre atti, 1947
- Appel à Jenny Merveille, dramma radiofonico, 1948
- Le colonel Foster plaidera coupable, cinque atti, 1952
- Batailles pour l'humanité, testo drammatico, 1954
- Monsieur Jean, tre atti, 1959

## Filmografia

### Sceneggiature
- Les Frères Bouquinquant, regia di Louis Daquin (1948)
- Bel Ami, regia di Louis Daquin (1955)
- La legge (La Loi), regia di Jules Dassin (1958) - solo soggetto
- Le relazioni pericolose (Les Liaisons dangereuses 1960), regia di Roger Vadim (1959)
- Il sangue e la rosa (Et mourir de plaisir), regia di Roger Vadim (1960)
- Lettere di una novizia (La Novice), regia di Alberto Lattuada (1960)
- I cattivi colpi (Les Mauvais Coups), regia di de François Leterrier (1961) - anche soggetto
- Il giorno e l'ora (Le Jour et l'Heure), regia di René Clément (1963)
- Il vizio e la virtù (Le Vice et la Vertu), regia di Roger Vadim (1963)
- Questo mondo proibito, regia di Fabrizio Gabella (1963)
- 325 000 francs, regia di Jean Prat (1964) - anche soggetto

## Riconoscimenti
- 1945 - Prix Interallié per Drôle de jeu
- 1957 - Premio Goncourt per La Loi